# Salmo macrostigma
La trota dell'Atlante (Salmo macrostigma Duméril, 1858) è un pesce d'acqua dolce appartenente alla famiglia Salmonidae e all'ordine Salmoniformes, endemico delle acque del Nord Africa e assente da quelle italiane.
In Italia, dove la specie non è presente, questo pesce può essere confuso con la "trota macrostigma italiana", meglio detta trota siciliana (Salmo cettii), che costituisce specie a sé, seppur sia piuttosto simile alle trota dell'Atlante.